# Ivica Pirić
Ivica Pirić (Spalato, 24 gennaio 1977) è un ex calciatore croato, di ruolo difensore.

## Palmarès

### Competizioni nazionali
- Campionato croato: 1

NK Zagabria: 2001-2002
- Coppa di Croazia: 1

Hajduk Spalato: 2002-2003